# Nova Guarita
Nova Guarita is een gemeente in de Braziliaanse deelstaat Mato Grosso. De gemeente telt 4.907 inwoners (schatting 2009).